# Paralabidochromis victoriae
Рід складається лише з одноговиду риб родини цихлові.

## Види
- Paralabidochromis victoriae Greenwood 1956